# Les Racines du monde
Pour plus de détails, voir Fiche technique et Distribution.
Les Racines du monde (Die Adern der Welt) est un film germano-mongol réalisé par Byambasuren Davaa, sorti en 2021 en France.

## Fiche technique
- Titre : Les Racines du monde
- Titre original : Die Adern der Welt
- Réalisation : Byambasuren Davaa
- Scénario : Byambasuren Davaa
- Musique : John Gürtler et Jan Miserre
- Photographie : Talal Khoury
- Montage : Anne Jünemann
- Production : Ansgar Frerich,  Eva Kemme et Tobias Siebert
- Société de production :Basis Berlin Filmproduktion
- Pays de production :  Mongolie et  Allemagne
- Genre : drame
- Durée : 96 minutes
- Dates de sortie : 
  - Allemagne : 23 février 2020 (Berlinale 2020)- Sélection KPlus ; 29 juillet 2021 (sortie nationale)
  - France : 16 juin 2021

## Distribution
- Bat-Ireedui Batmunkh : Amra
- Enerel Tumen : Zaya
- Yalalt Namsrai : Erdene
- Algirchamin Baatarsuren : Altaa
- Ariunbyamba Sukhee : Huyagaa
- Purevdorj Uranchimeg : Bataa
- Alimtsetseg Bolormaa : Oyunaa
- Unurjargal Jigjidsuren : Tulga
- Batzorig Sukhbaatar : Zorigoo

## Accueil
Les Racines du monde a figuré dans de nombreux festivals dont pour sa première mondiale dans la Sélection Kplus du Festival de Berlin.